# بروکسیده (سری‌لانکا)
بروکسیده (به لاتین: Brookside) یک منطقهٔ مسکونی در سری‌لانکا است که در استان مرکزی (سری‌لانکا) واقع شده‌است.